# 地域児童精神保健
地域児童精神保健（ちいきじどうせいしんほけん）は、地域看護の分野の中に比較的最近新しく入ってきた分野で、引きこもり、不登校、児童虐待などの児童の精神看護の立場からのケアと支援をいうものである。直接的な援助は、市町村の教育委員会が適応指導教室などで表立って支援をするので、保健師は、精神科の医師や臨床心理士を紹介したり、仲介の労をとったり、フリースペースやフリースクールを紹介したり、統計的な調査などをするに留まることも多い。大規模な地震や火災、津波などで家族を失った子どもたちの精神衛生のケアなどもこの活動分野に含まれる。
教育委員会や児童相談所、フリースクールなどの不登校児の民間の受け皿団体の代表などと連絡調整の任にも当たることがある。